# Liste des publications de Konosuba : Sois béni monde merveilleux !
Cet article est un complément de l'article du Konosuba : Sois béni monde merveilleux !. Il présente la liste des différents volumes de light novel et de mangas.

## Liste deslight novel

### Konosuba: Sois béni monde merveilleux!
| no | Japonais                                                                                   | Japonais                      | Japonais                                                                  | Français                                      | Français         | Français          |
| no | Titre                                                                                      | Date de sortie                | ISBN                                                                      | Titre                                         | Date de sortie   | ISBN              |
| --- | ------------------------------------------------------------------------------------------ | ----------------------------- | ------------------------------------------------------------------------- | --------------------------------------------- | ---------------- | ----------------- |
| 1 | Aa, Damegami-sama (あぁ、駄女神さま)                                                       | 1er octobre 2013              | 978-4-0410-1020-4                                                         | Ah ! Ma Bonne à rien de Déesse                | 25 avril 2023    | 978-2-3850-3259-3 |
| Liste des chapitres : - Prologue (プロローグ, Purorōgu) - Chapitre 1 : Kono jishō megami to isekai tensei o (この自称女神と異世界転生を) - Chapitre 2 : Kono migite ni pantsu o! (この右手にお宝を！) - Chapitre 3 : Kono mizūmi ni jishō megami no ichiban shibori o! (この湖に自称女神の一番絞りを！) - Chapitre 4 : Kono rokudemonai tatakai ni ketchaku o! (このろくでもない戦いに決着を！) - Épilogue (エピローグ, Epirōgu) |                                                                                            |                               |                                                                           |                                               |                  |                   |
| Après avoir rencontré une mort prématurée, Kazuma Satō est accueilli par la déesse Aqua qui propose de l'envoyer à une réalité avec des éléments MMORPG pour combattre le Roi-Démon. Devant le choix de quoi que ce soit pour s'armer, Kazuma choisit Aqua elle-même et les deux sont téléportés vers une ville appelée Axel, où ils recrutent deux autres membres de l'équipe, Megumin et Darkness. Alors que l'équipe réalise leurs quêtes pour gagner de l'argent pour leur quotidien, leurs actions met en colère l'un des généraux du Roi-Démon, Dullahan, qui attaque la ville est déjouée par les efforts de Kazuma et d'Aqua. |                                                                                            |                               |                                                                           |                                               |                  |                   |
| 2 | Chūnibyō demo majo ga shitai! (中二病でも魔女がしたい！)                                   | 1er décembre 2013             | 978-4-0410-1110-2                                                         | Amour, Sorcières et autres Délires !          | 25 avril 2023    | 978-2-3850-3260-9 |
| Liste des chapitres : - Prologue (プロローグ, Purorōgu) - Chapitre 1 : Kono shin no nakama-tachi to Torēdo o! (この真の仲間達とトレードを！) - Chapitre 2 : Kono meikyū no omo ni yasuragi o! (この迷宮の主に安らぎを！) - Chapitre 3 : Kono yūrei shōjo ni ai no te o! (この幽霊少女に愛の手を！) - Chapitre 4 : Kono subarashii mise ni shukufuku o! (この素晴らしい店に祝福を！) - Chapitre 5 : Kono rifujin'na yōsai ni shūen o! (この理不尽な要塞に終焔を！) - Épilogue (エピローグ, Epirōgu) |                                                                                            |                               |                                                                           |                                               |                  |                   |
| Le volume raconte la vie quotidienne de l'équipe: Kazuma est tué pendant une quête à la chasse aux fées de neige et est ressuscité par Aqua; Kazuma et Dust échangent leur groupe pour une journée, le premier réussit à terminer sa quête et celle du dernier se finit en désastre; Kazuma et Aqua explorent un donjon et aident un vieux couple à passer dans l'au-delà; Kazuma rend visite à Wiz et prend une demande pour exorciser un manoir, leur succès leur permet d'utiliser le manoir comme une maison; et Kazuma embauche un succube pour un travail de nuit mais elle échoue à cause de la barrière d'Aqua. Lorsqu'une énorme forteresse mobile, nommée Destroyer, menace la ville d'Axel, Kazuma dirige son équipe pour contrer l'attaque, seulement par mégarde il détruit la maison d'un noble ce qui le laisse avec un mandat d'arrêt. |                                                                                            |                               |                                                                           |                                               |                  |                   |
| 3 | Yondemasu yo, Dakunesu-san. (よんでますよ、ダクネスさん。)                                 | 1er mars 2014                 | 978-4-0410-1242-0                                                         | Darkness, je te choisis !                     | 25 juillet 2023  | 978-2-3850-3261-6 |
| Liste des chapitres : - Prologue (プロローグ, Purorōgu) - Chapitre 1 : Kono futōna saiban ni kyūen o! (この不当な裁判に救援を！) - Chapitre 2 : Kono kōma no musume ni yūjin o! (この紅魔の娘に友人を！) - Chapitre 3 : Kono kizoku no reijō ni ryōen o! (この貴族の令嬢に良縁を！) - Chapitre 4 : Kono kamen no kishi ni reizoku o! (この仮面の騎士に隷属を！) - Épilogue (エピローグ, Epirōgu) |                                                                                            |                               |                                                                           |                                               |                  |                   |
| Le noble truque le procès et condamne Kazuma à mort. Darkness est forcée de révéler ses racines de noble comme étant la noble Lalatina pour repousser l'exécution; en retour, Lalatina est contrainte d'épouser le fils du noble. Le fils du noble se révèle être un gentleman parfait, ainsi, Kazuma et Aqua tentent de faire de la réunion de mariage un succès pour empêcher le rêve sadomasochiste de Lalatina de devenir réalité; au lieu de cela, Lalatina réplique en convainquant tout le monde que Kazuma est son amant. Pendant ce temps-là, le procureur de la cour accuse Kazuma d'avoir invoqué des monstres dans le donjon du vieux couple. Réalisant que le tribunal peut trouver la magie d'Aqua dans le donjon et de l'utiliser comme une preuve fausse, l'équipe entre dans le donjon et combatte l'un des généraux du Roi-Démon, Vanir. Disculpé de ses crimes, Vanir propose une affaire avec Kazuma. |                                                                                            |                               |                                                                           |                                               |                  |                   |
| 4 | Namakura karutetto (鈍ら四重奏)                                                            | 1er mai 2014                  | 978-4-0410-1570-4                                                         | Namakura Quartet ~ Le quartet des indolents ~ | 25 juillet 2023  | 978-2-3850-3262-3 |
| Liste des chapitres : - Prologue (プロローグ, Purorōgu) - Chapitre 1 : Kono wazurawashii gaikai ni sayonara o! (この煩わしい外界にさよならを！) - Chapitre 2 : Kono futebuteshii namara ni shōtai o! (このふてぶてしい鈍らに招待を！) - Chapitre 3 : Kono itaitashii machi de kankō o! (この痛々しい街で観光を！) - Chapitre 4 : Kono ayashii jiken ni kyūen o! (この怪しい事件に救援を！) - Chapitre 5 : Kono fujōna onsengai ni megami o! (この不浄な温泉街に女神を！) - Épilogue (エピローグ, Epirōgu) |                                                                                            |                               |                                                                           |                                               |                  |                   |
| En contrepartie de breveter les connaissances technologiques que Kazuma a du Japon, Vanir lui offre une grande quantité d'argent après la production. Sentant la vie belle, l'équipe de Kazuma et Wiz visitent les sources chaudes d'Alcanretia, une ville qui sert de base pour la tristement célèbre Église de l'Axis; un culte agressif et désillusionné qui vénère Aqua. Ils rencontrent là-bas un des généraux du Roi-Démon, Hans, qui tente d'empoisonner les sources chaudes pour détruire le principal revenu de la ville. Avec l'insistance d'Aqua, l'équipe élimine Hans et retourne à Axel. |                                                                                            |                               |                                                                           |                                               |                  |                   |
| 5 | Bakuretsu kōma ni Rettsu & Gō!! (爆裂紅魔にレッツ&ゴー!!)                                  | 1er septembre 2014            | 978-4-0410-1571-1                                                         | Explosion ! Let's & Go !!                     | 9 janvier 2024   | 978-2-3850-3263-0 |
| Liste des chapitres : - Prologue (プロローグ, Purorōgu) - Chapitre 1 : Kono yuyushii tegami ni ketsudan o! (この由由しい手紙に決断を！) - Chapitre 2 : Kono kashimashii kemono mimi shōjo-tachi to Hāremu o! (この姦しい獣耳少女たちとハーレムを!) - Chapitre 3 : Kono itamashii sato de kyūsoku o! (この痛ましい里で休息を！) - Chapitre 4 : Kono negurushii yoru ni taigimeibun o! (この寝苦しい夜に大義名分を！) - Chapitre 5 : Kono urameshii ibutsu ni bakuen o! (この恨めしい遺物に爆炎を！) - Chapitre final : “Hoshii no wa saikyō no mahōtsukai” (『欲しいのは最強の魔法使い』) - Épilogue (エピローグ, Epirōgu) |                                                                                            |                               |                                                                           |                                               |                  |                   |
| Le groupe apprend de Yunyun que le village des démons écarlates est attaqué par l'un des généraux du Roi-Démon, Sylvia. Sur demande de Megumin, le groupe suit Yunyun jusqu'au village. Là-bas, Kazuma fait des avances à Megumin et apprend ainsi qu'un Japonais a créé les démons écarlates. Sylvia attaque le village, et est vaincu avec une arme laissée par l'homme japonais. De retour chez eux, Kazuma reçoit une lettre d'une princesse qui souhaite le rencontrer. |                                                                                            |                               |                                                                           |                                               |                  |                   |
| 6 | Rokka no ōjo (六花の王女)                                                                  | 1er mars 2015                 | 978-4-0410-2267-2                                                         | La princesse des neiges                       | 9 janvier 2024   | 978-2-3850-3264-7 |
| Liste des chapitres : - Prologue (プロローグ, Purorōgu) - Chapitre 1 : Kono akarui mirai ni shukuhai o! (この明るい未来に祝杯を！) - Chapitre 2 : Kono sakashii shōjo ni sai kyōiku o! (この賢しい少女に再教育を！) - Chapitre 3 : Kono ikemen gizoku ni tenchū o! (このイケメン義賊に天誅を！) - Chapitre 4 : Kono hakoiri ōjo ni akuyū o! (この箱入り王女に悪友を！) - Chapitre 5 : Kono imaimashii takurami ni shūshifu o! (この忌々しい企みに終止符を！) - Chapitre final : Hontō no ani ni naru tame ni (本当の兄になるために) - Interlude (幕間, Makuai) : Kigōyoku kizoku to kowareta akuma (貴強欲貴族と壊れた悪魔) - Épilogue 1 (エピローグ１, Epirōgu 1) : —Yūsha ni atae rareru hōshū wa (勇者に与えられる報酬は)— - Épilogue 2 (エピローグ２, Epirōgu 2) : —Yume no kawari nokotta yubiwa (夢の代わり残った指輪)— |                                                                                            |                               |                                                                           |                                               |                  |                   |
| Comme le bruit de leurs victoires contre le Roi-Démon se propage, Kazuma saisit avec enthousiasme une audience auprès de la Couronne. Avec le Roi appelé par la guerre sans fin, ils sont reçus par la princesse avide de curiosité, Iris. Dans la capitale, ils trouvent la noblesse en tumulte alors que la richesse de l'Empire disparaît dans les griffes du « Voleur Chevaleresque ». Bien qu'il attrape le voleur, Kazuma reconnaît à contrecœur l'échec quand il découvre que le voleur n'est autre que Chris. Sa honte n'est aggravée que lorsqu'il est tué lors d'une escarmouche de routine avec l'armée du roi Démon. Déshonoré et exilé, Kazuma est forcé d'infiltrer le château royal sans son groupe quand un complot pour usurper l'identité de la famille royale est découvert… |                                                                                            |                               |                                                                           |                                               |                  |                   |
| 7 | Okusenman no hanayome (億千万の花嫁)                                                       | 1er septembre 2015            | 978-4-0410-3539-9                                                         | Million Dollar Bride                          | 25 octobre 2024  | 978-2-3850-3265-4 |
| Liste des chapitres : - Prologue (プロローグ, Purorōgu) - Chapitre 1 : Kono nariagari bōken-sha ni mo ansoku o! (この成り上がり冒険者にも安息を！) - Chapitre 2 : Kono mizūmi no omo ni eien no nemuri o! (この湖の主に永遠の眠りを！) - Chapitre 3 : Kono iede musume ni sekkyō o! (この家出娘に説教を！) - Chapitre 4 : Kono reijō to saigo no yoru o! (この令嬢と最後の夜を！) - Chapitre 5 : Kono hanayome ni shukufuku o! (この花嫁に祝福を！) - Interlude (幕間, Makuai) : Akuma-tachi wa yofuke ni warau (悪魔達は夜更けに嗤う) - Épilogue 1 (エピローグ１, Epirōgu 1) : —Okaeri! (お帰り！)— - Épilogue 2 (エピローグ２, Epirōgu 2) : —Eris et Chris (エリスとクリス, Erisu to Kurisu)— |                                                                                            |                               |                                                                           |                                               |                  |                   |
| Le seigneur Dustiness tombe malade et, pour sauver sa famille des dettes, Darkness accepte d'épouser le propriétaire Alderp Alexei Barnes et de quitter sa vie d'aventurière. Kazuma et le groupe sauvent Darkness de son mariage, et Vanir découvre qu'Alderp a signé un pacte avec un démon nommé Maxwell afin de maudire le seigneur Dustiness et a escroqué tout le monde avec l'aide du démon. Vanir fait rappeler à Maxwell qu'il doit payer pour le pacte, ainsi Maxwell traîne Alderp jusqu'en enfer pour le récupérer. Pour le reste de la population, il semble que Alderp ait fui pour cause de honte. Pour les autres, il leur semble qu'Alderp se soit enfui rempli de honte. |                                                                                            |                               |                                                                           |                                               |                  |                   |
| 8 | Akushizu kyōdan vs Erisu kyōdan (アクシズ教団VSエリス教団)                                 | 1er janvier 2016              | 978-4-0410-3540-5                                                         | Culte de l'Axe VS Culte d'Ellis               | 25 octobre 2024  | 978-2-3850-3266-1 |
| Liste des chapitres : - Prologue (プロローグ, Purorōgu) - Chapitre 1 : Kono Doragon ni eikō o! (このドラゴンに栄光を！) - Chapitre 2 : Kono seigai ni goshujinsama o! (この聖鎧にご主人様を！) - Chapitre 3 : Kono binwan Adobaizā ni o makase o (!この敏腕アドバイザーにお任せを！) - Chapitre 4 : Kono yozora ni kagayaku hana o! (この夜空に輝く華を！) - Chapitre 5 : Kono kakedashi no machi ni densetsu o! (この駆け出しの街に伝説を！) - Épilogue 1 (エピローグ１, Epirōgu 1) : —Megami ni kansha to shukufuku o (女神に感謝と祝福を)— - Épilogue 2 (エピローグ２, Epirōgu 2) : —Matsuri ga owatta sonogo de (祭りが終わったその後で)— |                                                                                            |                               |                                                                           |                                               |                  |                   |
| Aqua devient jalouse du Festival d'Eris qui se déroulera à Axel, alors elle décide de réaliser ensemble le Festival d'Aqua. Kazuma découvre que le voleur Chris est la déesse Eris déguisée et ils font équipe pour essayer de voler et sceller une sainte relique, l'Armure Sacrée Aigis, mais ils échouent dans leur première tentative. Kazuma est obligé à la fin d'aider le culte de l'Axis dans la création des stands pour le Festival d'Aqua et ses fidèles. Aussitôt que Kazuma et Chris découvrent qu'Aigis a une conscience et est un pervers, ils convainquent les organisateurs de réaliser un concours de beauté le dernier jour du festival afin d'attirer Aigis. L'Armure Sacrée est attirée par l'événement mais refuse de se capituler car les filles ne sont pas assez séduisantes pour cela. Chris fait tomber son déguisement et rejoint le concours en tant que la déesse Eris, et la foule devient indisciplinée à cause de son apparence divine. Aigis accepte que Eris soit assez belle, laisse porter l'armure et l'aide à s'éloigner de la foule. Aigis accepte qu'Eris soit assez belle, la laisse le porter et l'aide à s'éloigner de la foule. |                                                                                            |                               |                                                                           |                                               |                  |                   |
| 9 | Kurenai no shukumei (紅の宿命)                                                             | 24 juin 2016 1er juillet 2016 | 978-4-0410-3953-3 (édition limitée) 978-4-0410-3954-0 (édition régulière) | —                                             | 15 novembre 2024 | 978-2-3850-3267-8 |
| EXTRA : L'édition limitée comporte l'OVA de la première saison.Liste des chapitres : - Prologue (プロローグ, Purorōgu) - Chapitre 1 : Kono heion'na hibi ni yorokobi o! (この平穏な日々に喜びを！) - Chapitre 2 : Kono kawaranu bōken-sha-tachi ni seichō o! (この変わらぬ冒険者達に成長を！) - Chapitre 3 : Kono akagami bijo to ichiya no yume o! (この赤髪美女と一夜の夢を！) - Chapitre 4 : Kono ikō naki kamigami ni seinaru inori o! (この威光なき神々に聖なる祈りを！) - Chapitre final : Kono shukumei no jashin ni bakuen o! (この宿命の邪神に爆煙を！) - Épilogue 1 (エピローグ１, Epirōgu 1) : —Ano hito no tame ni (あの人のために)— - Épilogue 2 (エピローグ２, Epirōgu 2) : —Haikei, onii-sama e (拝啓、お兄様へ)— |                                                                                            |                               |                                                                           |                                               |                  |                   |
| Kazuma et son groupe prennent conscience d'une déesse maléfique et générale du Roi-Démon nommée Wolbach. Le parti se dirige vers une forteresse située en première ligne, attaquée par Wolbach avec des attaques de guérilla au moyen de magie d'explosion et de téléportation, pour gagner assez de renommée et de reconnaissance pour visiter légitimement Iris. Megumin, Kazuma et Yunyun mènent des représailles contre Wolbach, qui se révèle être le mentor qui a enseigné à Megumin la magie d'explosion. |                                                                                            |                               |                                                                           |                                               |                  |                   |
| 10 | Gyanburu Sukuranburu! (ギャンブル・スクランブル！)                                         | 1er novembre 2016             | 978-4-0410-4992-1                                                         | —                                             | 15 novembre 2024 | 978-2-3850-3268-5 |
| Liste des chapitres : - Prologue (プロローグ, Purorōgu) - Chapitre 1 : Kono tōtotsuna kon'yaku-banashi ni Kurēmu o! (この唐突な婚約話にクレームを！) - Chapitre 2 : Kono hakoirimusume-tachi ni kyōiku o! (この箱入り娘達に教育を！) - Chapitre 3 : Kono futodokina fianse ni seisai o! (この不届きな婚約者に制裁を！) - Chapitre 4 : Kono budōha ōjo ni shōsan o! (この武闘派王女に称賛を！) - Chapitre 5 : Kono Roku demonai inbō ni shūshifu o! (このロクでもない陰謀に終止符を！) - Épilogue (エピローグ, Epirōgu) |                                                                                            |                               |                                                                           |                                               |                  |                   |
| Après avoir reçu une lettre de la capitale concernant la réunion de mariage d'Iris dans la nation voisine d'Elroad, Kazuma agit comme son garde du corps pour la réunion. À leur arrivée, Kazuma découvre que le véritable motif de la réunion d'Iris était de garantir un financement de la défense pour vaincre le Roi-Démon depuis Elroad. Pour sécuriser les fonds, Kazuma et Iris recourent au jeu, car le prince d'Elroad hésite à fournir un soutien financier pour des raisons suspectes. |                                                                                            |                               |                                                                           |                                               |                  |                   |
| 11 | Dai mahōtsukai no imōto (大魔法使いの妹)                                                   | 1er mai 2017                  | 978-4-0410-4993-8                                                         | —                                             | 13 décembre 2025 | 978-2-3850-3269-2 |
| Liste des chapitres : - Prologue (プロローグ, Purorōgu) - Chapitre 1 : Kono Rorikon Nīto no kakusei o! (このロリコンニートの覚醒を！) - Chapitre 2 : Kono dōkyo hito ni jinchū o! (この同居人に人誅を！) - Chapitre 3 : Kono keiken'na shinto ni megaminojihi o! (この敬虔な信徒に女神の慈悲を！) - Chapitre 4 : Kono akuratsuna Monsutā to ketchaku o! (この悪辣なモンスターと決着を！) - Chapitre final : Kono bōken-sha-tachi to tomoni genten kaiki o! (この冒険者達と共に原点回帰を！) - Épilogue (エピローグ, Epirōgu) |                                                                                            |                               |                                                                           |                                               |                  |                   |
| Quand son groupe retourne à Axel, Kazuma choisit de rester avec Iris, mais il est rapidement téléporter chez lui à la demande des gardes d'Iris. En revenant, Kazuma découvre qu'il est enfermé hors de son manoir par Aqua, qui est mécontente de sa décision de rester dans la capitale; avec l'aide de Megumin (et l'assistance de la police), il récupère avec succès le manoir. Komekko, la sœur de Megumin, arrive finalement à Axel pour échapper au Roi-Démon, où elle fournit un soutien moral au groupe de Kazuma et aux aventuriers de la ville. |                                                                                            |                               |                                                                           |                                               |                  |                   |
| 12 | On'na kishi no Rarabai (女騎士のララバイ)                                                  | 24 juillet 2017 1er août 2017 | 978-4-0410-5005-7 (édition limitée) 978-4-0410-4994-5 (édition régulière) | —                                             | 13 décembre 2025 | 978-2-3850-3270-8 |
| EXTRA : L'édition limitée comporte l'OVA de la seconde saison.Liste des chapitres : - Prologue (プロローグ, Purorōgu) - Chapitre 1 : Kono byōjakuna kakushigo ni yasuragi o! (この病弱な隠し子に安らぎを！) - Chapitre 2 : Kono narikin-tachi ni zetsubō o! (この成金達に絶望を！) - Chapitre 3 : Kono omoi ni ketchaku o! (この思いに決着を！) - Chapitre 4 : Kono minashigo-in ni ai no te o! (この孤児院に愛の手を！) - Chapitre 5 : Kono akuma haku to kyōen o! (この悪魔伯と饗宴を！) - Chapitre final : Kono Kuruseidā ni Ēsu no kago o! (このクルセイダーにエースの加護を！) - Épilogue (エピローグ, Epirōgu) : —Toko no mama zutto (とこのままずっと) |                                                                                            |                               |                                                                           |                                               |                  |                   |
| 13 | Ritchī e no chōsen-jō (リッチーへの挑戦状)                                                 | 1er décembre 2017             | 978-4-0410-6109-1                                                         | —                                             | 13 décembre 2025 | 978-2-3850-3271-5 |
| Liste des chapitres : - Prologue (プロローグ, Purorōgu) - Chapitre 1 : Kono takarajima to no deai ni shukufuku o! (この宝島との出会いに祝福を！) - Chapitre 2 : Kono Hāremu shujinkō ni tenbatsu o! (このハーレム主人公に天罰を！) - Chapitre 3 : Kono Sutōkā higaisha ni kyūsai o! (このストーカー被害者に救済を！) - Chapitre 4 : Kono otoko ni megami no seien o! (この漢に女神の声援を！) - Chapitre final : Kono Ritchī ni shinshina ai o! (このリッチーに真摯な愛を！) - Épilogue (エピローグ, Epirōgu) |                                                                                            |                               |                                                                           |                                               |                  |                   |
| 14 | Kōma no shiren (紅魔の試練)                                                                | 1er juillet 2018              | 978-4-0410-6111-4                                                         | —                                             | 13 décembre 2025 | 978-2-3850-3272-2 |
| Liste des chapitres : - Prologue (プロローグ, Purorōgu) - Chapitre 1 : Kono seigai ni tenbatsu o! (この聖鎧に天罰を！) - Chapitre 2 : Kono jinzō shuzoku ni shinjitsu o! (この人造種族に真実を！) - Chapitre 3 : Kono hitotoki no nichijō ni yasuragi o! (このひとときの日常に安らぎを！) - Chapitre 4 : Kono shukumei no Raibaru-tachi ni ketchaku o! (この宿命のライバル達に決着を！) - Chapitre final : Soshite hajimaru eiyūtan (そして始まる英雄譚) - Épilogue (エピローグ, Epirōgu) |                                                                                            |                               |                                                                           |                                               |                  |                   |
| 15 | Jakyō Shindorōmu (邪教シンドローム)                                                        | 1er novembre 2018             | 978-4-0410-7554-8                                                         | —                                             | 13 décembre 2025 | 978-2-3850-3273-9 |
| Liste des chapitres : - Prologue (プロローグ, Purorōgu) - Chapitre 1 : Kono seijo ni tenbatsu o! (この聖女に天罰を！) - Chapitre 2 : Kono Nīto ni mo tenbatsu o! (このニートにも天罰を！) - Chapitre 3 : Kono kugutsu ni megami no kago o! (この傀儡に女神の加護を！) - Chapitre 4 : Kono bōken-sha ni meidai o! (この冒険者に命題を！) - Chapitre final : Kono kakedashi no machi ni ketsubetsu o! (この駆け出しの街に決別を！) - Épilogue (エピローグ, Epirōgu) |                                                                                            |                               |                                                                           |                                               |                  |                   |
| 16 | Dassō megami, Gō Hōmu! (脱走女神、ゴーホーム！)                                            | 1er août 2019                 | 978-4-0410-8520-2                                                         | —                                             | 13 décembre 2025 | 978-2-3850-3274-6 |
| Liste des chapitres : - Prologue (プロローグ, Purorōgu) - Chapitre 1 : Kono iede megami no sōsaku o! (この家出女神の捜索を！) - Interlude (幕間, Makuai) : Da megami gekijō ① (駄女神劇場①) - Chapitre 2 : Kono fushi no ō ni Danjon o! (この不死の王にダンジョンを！) - Interlude (幕間, Makuai) : Da megami gekijō ② (駄女神劇場②) - Chapitre 3 : Kono hiki Nīto ni ima koso Chīto o! (この引きニートに今こそチートを！) - Interlude (幕間, Makuai) : Da megami gekijō ③ (駄女神劇場③) - Chapitre 4 : Kono jashin no shito to ketchaku o! (この邪神の使徒と決着を！) - Interlude (幕間, Makuai) : Da megami gekijō ④ (駄女神劇場④) - Chapitre final : Kono tabiji ni shūshifu o! (この旅路に終止符を！) - Épilogue (エピローグ, Epirōgu) |                                                                                            |                               |                                                                           |                                               |                  |                   |
| SP | Kono subarashii sekai ni shukufuku o! Yorimichi! (この素晴らしい世界に祝福を！ よりみち！) | 1er janvier 2020              | 978-4-0410-8521-9                                                         | —                                             | 13 décembre 2025 | 978-2-3850-3274-6 |
| 17 | Kono bōkensha-tachi ni shukufuku o! (この冒険者たちに祝福を！)                             | 1er mai 2020                  | 978-4-0410-9543-0                                                         | —                                             | —                |                   |

### Kono subarashii sekai ni bakuen o!
| no | Japonais | Japonais          | Japonais                                                                  |
| no | Titre | Date de sortie    | ISBN                                                                      |
| --- | --- | ----------------- | ------------------------------------------------------------------------- |
| 1 | Kono subarashii sekai ni bakuen o!: Megumin no Tān (この素晴らしい世界に爆焔を！ めぐみんのターン)                            | 1er juillet 2014  | 978-4-0410-1866-8                                                         |
| L'histoire se place deux ans avant le début de la série principale, on y suit le temps de Megumin et Yunyun en tant qu'étudiantes dans le lycée du village des Démons écarlates. Enfant, Megumin est sauvée d'une bête noire par une femme à grosse poitrine utilisant la magie d'explosion, qui l'inspire à apprendre le sort. La bête est rétrécie par la femme et devient un petit chat, qui est ensuite adopté par Megumin et surnommé Chomusuke. À l'école, Megumin et Yunyun rivalisent à plusieurs reprises l'une avec l'autre pour être la meilleure étudiante, avec la première espérant gagner suffisamment de points de compétence pour apprendre la magie d'explosion. | |                   |                                                                           |
| 2 | Kono subarashii sekai ni bakuen o! 2: YunYun no Tān (この素晴らしい世界に爆焔を！ ２ ゆんゆんのターン)                        | 1er décembre 2014 | 978-4-0410-2438-6                                                         |
| Après avoir terminé ses études, Megumin tente de recueillir de l'argent pour visiter Alcanretia et rencontrer la femme qui l'a sauvé enfant. Avec suffisamment de fonds, elle arrive à Alcanretia, mais ne parvient pas à trouver la femme, qui aurait été aperçu dans la ville d'Axel. Avec Yunyun, elles combattent Anis, une démone cherchant à reprendre Chomusuke pour une femme nommée Wolbach. | |                   |                                                                           |
| 3 | Kono subarashii sekai ni bakuen o! 3: Futari wa saikyō! no Tān (この素晴らしい世界に爆焔を！ ３ ふたりは最強！のターン)       | 1er juin 2015,    | 978-4-0410-3100-1 (édition régulière) 978-4-0410-3101-8 (édition limitée) |
| EXTRA : L'édition limitée du 3e volume comporte un drama CD. | |                   |                                                                           |
| À Axel, Megumin et Yunyun tentent de rejoindre des groupes, mais le puissant sort « Explosion » de Megumin s'avère trop accablant pour les membres de son groupe, alors que la timidité de Yunyun fait fuir les potentiels demandeurs. Les deux finissent par s'associer et se battre contre Hoost, un autre démon espérant reprendre Chomusuke. Après s'être séparées, Megumin rencontre Kazuma et Aqua. | |                   |                                                                           |
| 1 | Zoku - Kono subarashii sekai ni bakuen o!: Warera, Megumin tōzoku-dan (続・この素晴らしい世界に爆焔を！ 我ら、めぐみん盗賊団) | 28 décembre 2016  | 978-4-0410-4991-4                                                         |
| Le récit de ce volume est situé entre les 9e et 10e volumes de la série principale. Inspirée par les actes du « Voleur Chevaleresque », Megumin forme un groupe de voleurs avec Yunyun et Iris. Plus tard, le groupe de Kazuma visite la demeure de la famille Tennessee, rivale des Dustinesses et dirigée par une femme nommée Carleen. Susceptible quant au nombre de monstres entourant le domaine, Kazuma, Chris et Megumin s'infiltrent et affrontent Carleen, dans l'espoir de voler son arme divine utilisé pour invoquer lesdits monstres. | |                   |                                                                           |
| 2 | Zoku - Kono subarashii sekai ni bakuen o! 2: Wagamama basutāzu (続・この素晴らしい世界に爆焔を！2 わがままバスターズ)         | 1er mars 2019     | 978-4-0410-7555-5                                                         |

### Kono kamen no akuma ni sōdan o!
| no | Japonais                                                   | Japonais       | Japonais          |
| no | Titre                                                      | Date de sortie | ISBN              |
| --- | ---------------------------------------------------------- | -------------- | ----------------- |
| 1 | Kono kamen no akuma ni sōdan o! (この仮面の悪魔に相談を！) | 1er avril 2016 | 978-4-0410-4293-9 |
| L'histoire est situé entre les 8e et 9e volumes de la série principale, et présente une série d'anecdote de la vie de Vanir dans la ville d'Axel. Désireux de générer plus d'argent alors que lui et le magasin de magie de Wiz sont en difficulté, Vanir ouvre un centre de consultation dans la guilde des aventuriers. Ce spin-off explore également le passé d'aventurière de Wiz, y compris ses combats contre Vanir et sa décision de devenir une liche. |                                                            |                |                   |

### Extra ano orokamono ni mo kyakkō o!
| no | Japonais                                                 | Japonais           | Japonais                                                                  |
| no | Titre                                                    | Date de sortie     | ISBN                                                                      |
| --- | -------------------------------------------------------- | ------------------ | ------------------------------------------------------------------------- |
| 1 | Subarashiki ka na, mei wakiyaku (素晴らしきかな、名脇役) | 1er août 2017      | 978-4-0410-5816-9                                                         |
| Se déroulant entre le 2e et le 4e volume de la série principale, ce volume raconte les exploits de Dust lors de son échange de membres de son groupe avec ceux de Kazuma. Après cela, Dust essaie de gagner rapidement beaucoup d’argent et mène une vie frivole, notamment en récupérant une épée magique et en la revendant, puis en essayant de rendre Darkness amoureuse de lui, et enfin aider le magasin de succubes quand ils sont soumis à une enquête en échange de rêves de succubes gratuits. Cependant, tous ses projets échouèrent et s'est retrouvé en prison pendant une semaine. Après avoir été libéré de prison, il découvre que les membres de son groupe, exaspérés par les singeries de Dust, l'ont remplacé par un nouveau membre et se lancent dans une nouvelle quête, laissant derrière eux Dust. En contemplant ses actions, Dust découvre un sombre complot visant l'un des membres de son groupe, Lynn. Il part avec la loli succube et un noble casqué pour mettre un terme au stratagème.         |                                                          |                    |                                                                           |
| 2 | Tōi Hāremu no mukō ni (遠いハーレムの向こうに)           | 1er décembre 2017  | 978-4-0410-5817-6                                                         |
| Ayant lieu entre le 7e et le 9e volume de la série principale. L'histoire commence par le point de vue de Dust sur la bataille contre l'Hydre de Kowloon et sa rencontre avec la déesse Eris. Ensuite, Dust et son groupe se lancent dans une quête pour explorer un donjon abandonné. Après n'avoir rien trouvé de précieux et que ses compagnons, Keith et Taylor, se sentent soudainement faibles, Dust reçoit des bons de la part de Kazuma pour un voyage à Alcanretia. Dust invite ainsi son groupe, Yunyun, la loli succube, Vanir et Chris au voyage. Après l'échec des plans de Dust pour utiliser un objet magique afin de rendre les filles amoureuses de lui et une querelle avec les fidèles locaux de l'Axis, ils ne reviennent que pour constater que tout le monde à Axel souffre du symptôme similaire mais plus grave que Keith et Taylor avaient. Déduisant que quelque chose dans le donjon en était la cause, Dust et son groupe ainsi que Yunyun et la loli succube s'y rendent pour résoudre le mystère. |                                                          |                    |                                                                           |
| 3 | Yumemiru hime ni hoshizora o (夢見る姫に星空を)          | 1er juillet 2018   | 978-4-0410-6522-8                                                         |
| 4 | Jōhai mukatsu no Gyanburā (常敗無勝のギャンブラー)       | 1er novembre 2018, | 978-4-0410-6523-5 (édition régulière) 978-4-0410-7245-5 (édition limitée) |
| EXTRA : L'édition limitée du 4e volume comporte un drama CD. |                                                          |                    |                                                                           |
| 5 | Shiroki ryū to no meiyaku (白き竜との盟約)               | 1er août 2019      | 978-4-0410-8250-8                                                         |
| 6 | Kishi no chikai o anata ni (騎士の誓いをあなたに)        | 1er janvier 2020   | 978-4-0410-8251-5                                                         |
| 7 | Ryū ni aisa reshi gusha (竜に愛されし愚者)               | 1er mai 2020       | 978-4-0410-8252-2                                                         |

## Liste des mangas

### Konosuba: Sois béni monde merveilleux!
| no | Japonais         | Japonais          | Français          | Français          |
| no | Date de sortie   | ISBN              | Date de sortie    | ISBN              |
| -- | ---------------- | ----------------- | ----------------- | ----------------- |
| 1  | 9 avril 2015     | 978-4-0407-0539-2 | 29 juin 2020      | 978-2-3687-7915-6 |
| 2  | 5 décembre 2015  | 978-4-0407-0782-2 | 29 juin 2020      | 978-2-3687-7916-3 |
| 3  | 9 mars 2016      | 978-4-0407-0834-8 | 10 septembre 2020 | 978-2-3687-7917-0 |
| 4  | 9 septembre 2016 | 978-4-0407-2019-7 | 20 novembre 2020  | 978-2-3687-7918-7 |
| 5  | 9 mars 2017      | 978-4-0407-2212-2 | 21 janvier 2021   | 978-2-3687-7919-4 |
| 6  | 8 septembre 2017 | 978-4-0407-2433-1 | 29 mars 2021      | 978-2-3687-7919-4 |
| 7  | 9 mars 2018      | 978-4-0407-2628-1 | 24 juin 2021      | 978-2-3687-7921-7 |
| 8  | 7 septembre 2018 | 978-4-0407-2881-0 | 18 novembre 2021  | 978-2-36877-922-4 |
| 9  | 9 avril 2019     | 978-4-0407-3139-1 | 18 novembre 2021  | 978-2-36877-923-1 |
| 10 | 9 août 2019      | 978-4-0407-3293-0 | 27 avril 2022     | 978-2-36877-924-8 |
| 11 | 9 avril 2020     | 978-4-0407-3616-7 | 26 octobre 2022   | 978-2-38275-371-2 |
| 12 | 9 octobre 2020   | 978-4-04-073834-5 | 27 janvier 2023   | 978-2-38275-372-9 |
| 13 | 8 mai 2021       | 978-4-04-074047-8 | 26 avril 2023     | 978-2-38275-373-6 |
| 14 | 8 octobre 2021   | 978-4-04-074273-1 | 12 janvier 2024   | 978-2-38275-374-3 |
| 15 | 9 mai 2022       | 978-4-04-074529-9 | 15 mars 2024      | 978-2-38275-375-0 |
| 16 | 8 novembre 2022  | 978-4-04-074751-4 | 26 juillet 2024   | 978-2-38275-376-7 |
| 17 | 7 juillet 2023   | 978-4-04-075045-3 | 13 juin 2025      | 978-2-38275-377-4 |
| 18 | 9 novembre 2023  | 978-4-04-075198-6 | —                 |                   |
| 19 | 7 juin 2024      | 978-4-04-075479-6 | —                 |                   |
| 20 | 9 décembre 2024  | 978-4-04-075710-0 | —                 |                   |
| 21 | 9 juillet 2025   | 978-4-04-076003-2 | —                 |                   |

### Kono subarashii sekai ni bakuen o!
| no | Japonais                                                                          | Japonais          | Japonais          |
| no | Titre                                                                             | Date de sortie    | ISBN              |
| -- | --------------------------------------------------------------------------------- | ----------------- | ----------------- |
| 1  | Kono subarashii sekai ni bakuen o! 1 (この素晴らしい世界に爆焔を！ １)            | 23 décembre 2016  | 978-4-0406-8595-3 |
| 2  | Kono subarashii sekai ni bakuen o! 2 (この素晴らしい世界に爆焔を！ ２)            | 23 janvier 2017   | 978-4-0406-8818-3 |
| 3  | Kono subarashii sekai ni bakuen o! 3 (この素晴らしい世界に爆焔を！ ３)            | 23 mai 2017       | 978-4-0406-9195-4 |
| 4  | Kono subarashii sekai ni bakuen o! 4 (この素晴らしい世界に爆焔を！ ４)            | 23 septembre 2017 | 978-4-0406-9437-5 |
| 5  | Kono subarashii sekai ni bakuen o! 5 (この素晴らしい世界に爆焔を！ ５)            | 23 janvier 2018   | 978-4-0406-9628-7 |
| 1  | Zoku - Kono subarashii sekai ni bakuen o! 1 (続・この素晴らしい世界に爆焔を！ １) | 23 août 2018      | 978-4-0406-9986-8 |
| 2  | Zoku - Kono subarashii sekai ni bakuen o! 2 (続・この素晴らしい世界に爆焔を！ ２) | 23 février 2019   | 978-4-0406-5490-4 |
| 3  | Zoku - Kono subarashii sekai ni bakuen o! 3 (続・この素晴らしい世界に爆焔を！ ３) | 20 septembre 2019 | 978-4-0406-4022-8 |
| 4  | Zoku - Kono subarashii sekai ni bakuen o! 4 (続・この素晴らしい世界に爆焔を！ ４) | 20 juillet 2020   | 978-4-0406-4741-8 |

### Kono subarashii sekai ni shukufuku o! Kappo re!
| no | Japonais        | Japonais          |
| no | Date de sortie  | ISBN              |
| -- | --------------- | ----------------- |
| 1  | 14 janvier 2017 | 978-4-0473-4416-7 |
| 2  | 15 juin 2017    | 978-4-0473-4653-6 |

### Kono subarashii sekai ni nichijō o!
| no | Japonais         | Japonais          |
| no | Date de sortie   | ISBN              |
| -- | ---------------- | ----------------- |
| 1  | 23 mars 2017     | 978-4-0406-9119-0 |
| 2  | 23 octobre 2017  | 978-4-0406-9481-8 |
| 3  | 22 novembre 2019 | 978-4-0406-4136-2 |

### Kono kamen no akuma ni sōdan o!
| no | Japonais        | Japonais          |
| no | Date de sortie  | ISBN              |
| -- | --------------- | ----------------- |
| 1  | 23 août 2018    | 978-4-0406-9987-5 |
| 2  | 23 février 2019 | 978-4-0406-5491-1 |

### Extra ano orokamono ni mo kyakkō o!
| no | Japonais         | Japonais          |
| no | Date de sortie   | ISBN              |
| -- | ---------------- | ----------------- |
| 1  | 26 novembre 2018 | 978-4-0410-7286-8 |
| 2  | 25 avril 2020    | 978-4-0410-9038-1 |

### Œuvres

#### Édition japonaise

##### Light novel
KonoSuba
1. 1 2  (ja) « この素晴らしい世界に祝福を! », sur Kadokawa Shoten (consulté le 7 février 2017)
2. 1 2  (ja) « この素晴らしい世界に祝福を! 2 », sur Kadokawa Shoten (consulté le 7 février 2017)
3. 1 2  (ja) « この素晴らしい世界に祝福を! 3 », sur Kadokawa Shoten (consulté le 13 juin 2017)
4. 1 2  (ja) « この素晴らしい世界に祝福を! 4 », sur Kadokawa Shoten (consulté le 13 juin 2017)
5. 1 2  (ja) « この素晴らしい世界に祝福を! 5 », sur Kadokawa Shoten (consulté le 13 juin 2017)
6. 1 2  (ja) « この素晴らしい世界に祝福を! 6 », sur Kadokawa Shoten (consulté le 13 juin 2017)
7. 1 2  (ja) « この素晴らしい世界に祝福を! 7 », sur Kadokawa Shoten (consulté le 13 juin 2017)
8. 1 2  (ja) « この素晴らしい世界に祝福を!8 », sur Kadokawa Shoten (consulté le 13 juin 2017)
9. 1 2  (ja) « この素晴らしい世界に祝福を！９ 紅の宿命 オリジナルアニメブルーレイ付き同梱版 », sur Kadokawa Shoten (consulté le 29 janvier 2018)
10. 1 2  (ja) « この素晴らしい世界に祝福を!9 », sur Kadokawa Shoten (consulté le 13 juin 2017)
11. 1 2  (ja) « この素晴らしい世界に祝福を!10 », sur Kadokawa Shoten (consulté le 13 juin 2017)
12. 1 2  (ja) « この素晴らしい世界に祝福を!11 », sur Kadokawa Shoten (consulté le 2 mai 2017)
13. 1 2  (ja) « この素晴らしい世界に祝福を！１２ 女騎士のララバイ オリジナルアニメブルーレイ付き同梱版 », sur Kadokawa Corporation (consulté le 2 mai 2017)
14. 1 2  (ja) « この素晴らしい世界に祝福を!12 », sur Kadokawa Shoten (consulté le 24 juillet 2017)
15. 1 2  (ja) « この素晴らしい世界に祝福を!13 », sur Kadokawa Shoten (consulté le 29 octobre 2017)
16. 1 2  (ja) « この素晴らしい世界に祝福を!14 », sur Kadokawa Shoten (consulté le 4 juin 2018)
17. 1 2  (ja) « この素晴らしい世界に祝福を!15 », sur Kadokawa Shoten (consulté le 4 juin 2018)
18. 1 2  (ja) « この素晴らしい世界に祝福を!16 », sur Kadokawa Shoten (consulté le 29 août 2019)
19. 1 2  (ja) « この素晴らしい世界に祝福を！ よりみち！ », sur Kadokawa Shoten (consulté le 25 janvier 2020)
20. 1 2  (ja) « この素晴らしい世界に祝福を!17 », sur Kadokawa Shoten (consulté le 1er avril 2020)

Kono subarashii sekai ni bakuen o!
1. 1 2  (ja) « この素晴らしい世界に祝福を！スピンオフ この素晴らしい世界に爆焔を！ », sur Kadokawa Shoten (consulté le 7 février 2017)
2. 1 2  (ja) « この素晴らしい世界に祝福を！スピンオフ この素晴らしい世界に爆焔を! 2 », sur Kadokawa Shoten (consulté le 13 juin 2017)
3. 1 2  (ja) « この素晴らしい世界に祝福を！スピンオフ この素晴らしい世界に爆焔を! 3 », sur Kadokawa Shoten (consulté le 13 juin 2017)
4. 1 2  (ja) « この素晴らしい世界に祝福を！スピンオフ この素晴らしい世界に爆焔を! 3 オリジナルドラマＣＤ付き同梱版 », sur Kadokawa Shoten (consulté le 16 février 2018)
5. 1 2  (ja) « 続・この素晴らしい世界に爆焔を! », sur Kadokawa Shoten (consulté le 13 juin 2017)
6. 1 2  (ja) « 続・この素晴らしい世界に爆焔を! 2 », sur Kadokawa Shoten (consulté le 7 février 2019)

Kono kamen no akuma ni sōdan o!
1. 1 2  (ja) « この素晴らしい世界に祝福を！スピンオフ この仮面の悪魔に相談を！ », sur Kadokawa Shoten (consulté le 13 juin 2017)

Extra ano orokamono ni mo kyakkō o!
1. 1 2  (ja) « この素晴らしい世界に祝福を！エクストラ あの愚か者にも脚光を! », sur Kadokawa Shoten (consulté le 29 octobre 2017)
2. 1 2  (ja) « この素晴らしい世界に祝福を！エクストラ あの愚か者にも脚光を！2 », sur Kadokawa Shoten (consulté le 5 avril 2018)
3. 1 2  (ja) « この素晴らしい世界に祝福を！エクストラ あの愚か者にも脚光を！3 », sur Kadokawa Shoten (consulté le 4 juin 2018)
4. 1 2  (ja) « あの愚か者にも脚光を！4 この素晴らしい世界に祝福を！エクストラ 常敗無勝のギャンブラー », sur Kadokawa Shoten (consulté le 3 juillet 2018)
5. 1 2  (ja) « あの愚か者にも脚光を！4 この素晴らしい世界に祝福を！エクストラ 常敗無勝のギャンブラー　オリジナルドラマCD付き同梱版 », sur Kadokawa Shoten (consulté le 3 juillet 2018)
6. 1 2  (ja) « この素晴らしい世界に祝福を！5 », sur Kadokawa Shoten (consulté le 29 août 2019)
7. 1 2  (ja) « この素晴らしい世界に祝福を！6 », sur Kadokawa Shoten (consulté le 25 janvier 2020)
8. 1 2  (ja) « この素晴らしい世界に祝福を！7 », sur Kadokawa Shoten (consulté le 1er avril 2020)

##### Manga
KonoSuba
1. 1 2  (ja) « この素晴らしい世界に祝福を！　１ », sur Kadokawa Corporation (consulté le 7 février 2017)
2. 1 2  (ja) « この素晴らしい世界に祝福を！　2 », sur Kadokawa Corporation (consulté le 7 février 2017)
3. 1 2  (ja) « この素晴らしい世界に祝福を！　3 », sur Kadokawa Corporation (consulté le 7 février 2017)
4. 1 2  (ja) « この素晴らしい世界に祝福を！　4 », sur Kadokawa Corporation (consulté le 7 février 2017)
5. 1 2  (ja) « この素晴らしい世界に祝福を！　5 », sur Kadokawa Corporation (consulté le 2 mai 2017)
6. 1 2  (ja) « この素晴らしい世界に祝福を！　6 », sur Kadokawa Corporation (consulté le 24 juillet 2017)
7. 1 2  (ja) « この素晴らしい世界に祝福を！　7 », sur Kadokawa Corporation (consulté le 29 janvier 2018)
8. 1 2  (ja) « この素晴らしい世界に祝福を！　8 », sur Kadokawa Corporation (consulté le 18 août 2018)
9. 1 2  (ja) « この素晴らしい世界に祝福を！　9 », sur Kadokawa Corporation (consulté le 8 mars 2019)
10. 1 2  (ja) « この素晴らしい世界に祝福を！　10 », sur Kadokawa Corporation (consulté le 25 juin 2019)
11. 1 2  (ja) « この素晴らしい世界に祝福を！　11 », sur Kadokawa Corporation (consulté le 10 mars 2020)
12. 1 2  (ja) « この素晴らしい世界に祝福を！　12 », sur Kadokawa Corporation (consulté le 16 avril 2021)
13. 1 2  (ja) « この素晴らしい世界に祝福を！　13 », sur Kadokawa Corporation (consulté le 16 avril 2021)
14. 1 2  (ja) « この素晴らしい世界に祝福を！　14 », sur Kadokawa Corporation (consulté le 20 août 2021)
15. 1 2  (ja) « この素晴らしい世界に祝福を！　15 », sur Kadokawa Corporation (consulté le 30 mars 2022)
16. 1 2  (ja) « この素晴らしい世界に祝福を！　16 », sur Kadokawa Corporation (consulté le 11 octobre 2022)
17. 1 2  (ja) « この素晴らしい世界に祝福を！　17 », sur Kadokawa Corporation (consulté le 24 mai 2023)
18. 1 2  (ja) « この素晴らしい世界に祝福を！　18 », sur Kadokawa Corporation (consulté le 20 septembre 2023)
19. 1 2  (ja) « この素晴らしい世界に祝福を！　19 », sur Kadokawa Corporation (consulté le 19 avril 2024)
20. 1 2  (ja) « この素晴らしい世界に祝福を！　20 », sur Kadokawa Corporation (consulté le 20 octobre 2024)
21. 1 2  (ja) « この素晴らしい世界に祝福を！　21 », sur Kadokawa Corporation (consulté le 24 mai 2025)

Kono subarashii sekai ni bakuen o!
1. 1 2  (ja) « この素晴らしい世界に爆焔を！　１ », sur Kadokawa Corporation (consulté le 2 mai 2017)
2. 1 2  (ja) « この素晴らしい世界に爆焔を！　２ », sur Kadokawa Corporation (consulté le 2 mai 2017)
3. 1 2  (ja) « この素晴らしい世界に爆焔を！　３ », sur Kadokawa Corporation (consulté le 2 mai 2017)
4. 1 2  (ja) « この素晴らしい世界に爆焔を！　４ », sur Kadokawa Corporation (consulté le 30 décembre 2017)
5. 1 2  (ja) « この素晴らしい世界に爆焔を！　５ », sur Kadokawa Corporation (consulté le 30 décembre 2017)
6. 1 2  (ja) « 続・この素晴らしい世界に爆焔を！　１ », sur Kadokawa Corporation (consulté le 3 juillet 2018)
7. 1 2  (ja) « 続・この素晴らしい世界に爆焔を！　２ », sur Kadokawa Corporation (consulté le 11 janvier 2019)
8. 1 2  (ja) « 続・この素晴らしい世界に爆焔を！　３ », sur Kadokawa Corporation (consulté le 29 août 2019)
9. 1 2  (ja) « 続・この素晴らしい世界に爆焔を！　４ », sur Kadokawa Corporation (consulté le 19 juin 2020)

Kono subarashii sekai ni shukufuku o! Kappo re!
1. 1 2  (ja) « この素晴らしい世界に祝福を！　かっぽれ！（1） », sur Kadokawa Corporation (consulté le 27 juillet 2017)
2. 1 2  (ja) « この素晴らしい世界に祝福を！　かっぽれ！　２ », sur Kadokawa Corporation (consulté le 27 juillet 2017)

Kono subarashii sekai ni nichijō o!
1. 1 2  (ja) « この素晴らしい世界に日常を！ », sur Kadokawa Corporation (consulté le 24 juillet 2017)
2. 1 2  (ja) « この素晴らしい世界に日常を！　２ », sur Kadokawa Corporation (consulté le 29 octobre 2017)
3. 1 2  (ja) « この素晴らしい世界に日常を！　３ », sur Kadokawa Corporation (consulté le 25 janvier 2020)

Kono kamen no akuma ni sōdan o!
1. 1 2  (ja) « この仮面の悪魔に相談を！　Ⅰ », sur Kadokawa Corporation (consulté le 11 septembre 2018)
2. 1 2  (ja) « この仮面の悪魔に相談を！　Ⅱ », sur Kadokawa Corporation (consulté le 11 janvier 2019)

Extra ano orokamono ni mo kyakkō o!
1. 1 2  (ja) « この素晴らしい世界に祝福を！エクストラ あの愚か者にも脚光を！　（１） », sur Kadokawa Corporation (consulté le 13 octobre 2018)
2. 1 2  (ja) « この素晴らしい世界に祝福を！エクストラ あの愚か者にも脚光を！　（２） », sur Kadokawa Corporation (consulté le 25 janvier 2020)

#### Édition française

##### Light novel
Konosuba : Sois béni monde merveilleux !
1. 1 2  « Vol.1 Konosuba - Sois Béni Monde Merveilleux », sur manga-news.com (consulté le 1er février 2023)
2. 1 2  « Vol.2 Konosuba - Sois Béni Monde Merveilleux », sur manga-news.com (consulté le 1er février 2023)
3. 1 2  « Vol.3 Konosuba - Sois Béni Monde Merveilleux », sur manga-news.com (consulté le 29 janvier 2025)
4. 1 2  « Vol.4 Konosuba - Sois Béni Monde Merveilleux », sur manga-news.com (consulté le 29 janvier 2025)
5. 1 2  « Vol.5 Konosuba - Sois Béni Monde Merveilleux », sur manga-news.com (consulté le 29 janvier 2025)
6. 1 2  « Vol.6 Konosuba - Sois Béni Monde Merveilleux », sur manga-news.com (consulté le 29 janvier 2025)
7. 1 2  « Vol.7 Konosuba - Sois Béni Monde Merveilleux », sur manga-news.com (consulté le 29 janvier 2025)
8. 1 2  « Vol.8 Konosuba - Sois Béni Monde Merveilleux », sur manga-news.com (consulté le 29 janvier 2025)
9. 1 2  « Vol.9 Konosuba - Sois Béni Monde Merveilleux », sur manga-news.com (consulté le 29 janvier 2025)
10. 1 2  « Vol.10 Konosuba - Sois Béni Monde Merveilleux », sur manga-news.com (consulté le 29 janvier 2025)
11. 1 2  « Vol.11 Konosuba - Sois Béni Monde Merveilleux », sur manga-news.com (consulté le 29 janvier 2025)
12. 1 2  « Vol.12 Konosuba - Sois Béni Monde Merveilleux », sur manga-news.com (consulté le 29 janvier 2025)
13. 1 2  « Vol.13 Konosuba - Sois Béni Monde Merveilleux », sur manga-news.com (consulté le 29 janvier 2025)
14. 1 2  « Vol.14 Konosuba - Sois Béni Monde Merveilleux », sur manga-news.com (consulté le 29 janvier 2025)
15. 1 2  « Vol.15 Konosuba - Sois Béni Monde Merveilleux », sur manga-news.com (consulté le 29 janvier 2025)
16. 1 2  « Vol.16 Konosuba - Sois Béni Monde Merveilleux », sur manga-news.com (consulté le 29 janvier 2025)
17. 1 2  « Vol.17 Konosuba - Sois Béni Monde Merveilleux », sur manga-news.com (consulté le 29 janvier 2025)

##### Manga
Konosuba : Sois béni monde merveilleux !
1. 1 2  « Konosuba - Sois béni monde merveilleux ! 01 », sur Meian (consulté le 16 avril 2022)
2. 1 2  « Konosuba - Sois béni monde merveilleux ! 02 », sur Meian (consulté le 16 avril 2022)
3. 1 2  « Konosuba - Sois béni monde merveilleux ! 03 », sur Meian (consulté le 16 avril 2022)
4. 1 2  « Konosuba - Sois béni monde merveilleux ! 04 », sur Meian (consulté le 16 avril 2022)
5. 1 2  « Konosuba - Sois béni monde merveilleux ! 05 », sur Meian (consulté le 16 avril 2022)
6. 1 2  « Konosuba - Sois béni monde merveilleux ! 06 », sur Meian (consulté le 16 avril 2022)
7. 1 2  « Konosuba - Sois béni monde merveilleux ! 07 », sur Meian (consulté le 16 avril 2022)
8. 1 2  « Konosuba - Sois béni monde merveilleux ! 08 », sur Meian (consulté le 16 avril 2022)
9. 1 2  « Konosuba - Sois béni monde merveilleux ! 09 », sur Meian (consulté le 16 avril 2022)
10. 1 2  « Konosuba - Sois béni monde merveilleux ! 10 », sur Meian (consulté le 16 avril 2022)
11. 1 2  « Konosuba - Sois béni monde merveilleux ! 11 », sur Meian (consulté le 8 novembre 2022)
12. 1 2  « Konosuba - Sois béni monde merveilleux ! 12 », sur Meian (consulté le 8 novembre 2022)
13. 1 2  « Konosuba - Sois béni monde merveilleux ! 13 », sur Meian (consulté le 26 janvier 2023)
14. 1 2  « Konosuba - Sois béni monde merveilleux ! 14 », sur Meian (consulté le 11 avril 2024)
15. 1 2  « Konosuba - Sois béni monde merveilleux ! 15 », sur Meian (consulté le 11 avril 2024)
16. 1 2  « Konosuba - Sois béni monde merveilleux ! 16 », sur Meian (consulté le 20 juillet 2024)
17. 1 2  « Konosuba - Sois béni monde merveilleux ! 17 », sur Meian (consulté le 6 mai 2025)